# ライトハウスアカデミー
ライトハウスアカデミーは、東京都港区六本木に事務所を置く、「株式会社ライトハウスホールディングス」が運営する学習塾。

## 概要
代表取締役は常本浩幸(つねもと ひろゆき)で、完全1対1の個別指導を掲げ、1995年に創業。小学生から高校生の受験対策・社会人向け英会話教室を運営している。東京都内と神奈川県内に教室を展開している。教室数は東京都内に、Eラーニング事務局・受験情報センター1教室を含む2教室、神奈川県内は3教室(2023年7月現在)。

## 沿革
- 1995年 - 株式会社ライトハウスホールディングスを東京都港区に設立し、完全マンツーマン個別指導塾「ライトハウスアカデミー」を開設。
- 2021年 - 横浜スカイビル教室を神奈川県横浜市西区高島2-19-12に所在する横浜スカイビル4階に開校[3]。
- 2022年 - 川崎日航ホテル教室の教室と自習室を拡張[3]。
- 2023年 - 川崎日航ホテル第一教室の自習室を改装。防犯上の理由から日曜日は自習室の利用が不可となる。

## ミッション(教育理念)
- 小さなことを世界で一番大切にする塾[3]

## 著書
代表の常本浩幸(つねもと ひろゆき)の著書には高校受験関連の本がある。
- 面接官に好印象を与える 高校入試面接のオキテ55 - 2014年発行[4]
- 採点者に好印象を与える 高校入試 小論文・作文のオキテ55 - 2016年発行[5]
- 改訂版 面接官に好印象を与える 高校入試 面接のオキテ55 - 2022年発行[6][7]

## スタディポイントカード
ライトハウスアカデミーに入塾した生徒には「スタディポイントカード」と呼ばれるカードが配布される。生徒が塾に入退室する際、各教室にあるカードリーダに通す事で、保護者等の携帯電話・パソコンに入室・退室時間を知らせるメールが送信され、ポイントがつく。これにより、子供が保護者の迎えを呼ぶためにする電話・メールの手間を省くことができる。メールにはライトハウスアカデミーの本部から最新の入試情報やお知らせなども送信される。

## 教室一覧

### 事務局
六本木事務所　（Eラーニング運営事務局＆受験情報センター）
東京都港区六本木7-6-18　Majes Tower Roppongi 20F

### 教室
上大岡教室
横浜市港南区上大岡西1-12-11　マルイビル3F
川崎日航ホテル教室
川崎市川崎区日進町1　日航ホテル6F
横浜スカイビル教室
横浜市西区高島2丁目19-12　横浜スカイビル4F
六本木教室
東京都港区六本木7-10-27　ヴィラデステ5F